# Santa Maria ad Martyres (diaconia)
La diaconia di Santa Maria ad Martyres fu eretta da papa Benedetto XIII nel concistoro segreto del 23 luglio 1725.

## Storia
Il titolo cardinalizio era conosciuto anche come Santa Maria Rotonda dalla forma del Pantheon, l'antico tempio pagano entro cui sorge la basilica. La diaconia, in ossequio all'articolo 15 del Concordato tra la Santa Sede e l'Italia, fu soppressa il 26 maggio 1929 da papa Pio XI con la costituzione apostolica Recenti conventione. Con lo stesso documento il titolo fu trasferito a Sant'Apollinare.

## Titolari
- Niccolò del Giudice (23 luglio 1725 - 30 gennaio 1743 deceduto)
- Alessandro Albani (11 marzo 1743 - 10 aprile 1747 nominato cardinale diacono di Santa Maria in Via Lata)
- Carlo Maria Sacripante (10 aprile 1747 - 1º febbraio 1751 nominato cardinale presbitero di Sant'Anastasia)
- Mario Bolognetti (1º febbraio 1751 - 12 febbraio 1756 deceduto)
- Prospero Colonna di Sciarra (16 febbraio 1756 - 24 gennaio 1763 nominato cardinale diacono di Sant'Agata alla Suburra)
- Domenico Orsini d'Aragona (24 gennaio 1763 - 17 febbraio 1777 nominato cardinale diacono di Sant'Agata alla Suburra)
- Antonio Casali (17 febbraio 1777 - 14 gennaio 1787 deceduto)
- Ignazio Gaetano Boncompagni-Ludovisi (29 gennaio 1787 - 30 marzo 1789 nominato cardinale diacono di Santa Maria in Via Lata)
- Antonio Maria Doria Pamphilj (30 marzo 1789 - 2 aprile 1800 nominato cardinale diacono di Santa Maria in Via Lata)
- Romoaldo Braschi-Onesti (2 aprile 1800 - 30 aprile 1817 deceduto)
- Ercole Consalvi (28 luglio 1817 - 24 gennaio 1824 deceduto)
- Stanislao Sanseverino (21 marzo 1825 - 11 maggio 1826 deceduto)
- Agostino Rivarola (3 luglio 1826 - 7 novembre 1842 deceduto)
- Adriano Fieschi (27 gennaio 1843 - 19 dicembre 1853 nominato cardinale presbitero di Santa Maria della Vittoria)
- Vincenzo Santucci (23 giugno 1854 - 19 agosto 1861 deceduto)
- Roberto Giovanni F. Roberti (16 marzo 1863 - 7 novembre 1867 deceduto)
- Gaspare Grassellini, C.O. (20 dicembre 1867 - 16 settembre 1875 deceduto)
- Enea Sbarretti (20 marzo 1877 - 1º maggio 1884 deceduto)
- Carmine Gori-Merosi (13 novembre 1884 - 15 settembre 1886 deceduto)
- Luigi Pallotti (26 maggio 1887 - 31 luglio 1890 deceduto)
- Vacante (1890 - 1901)
- Felice Cavagnis (18 aprile 1901 - 29 dicembre 1906 deceduto)
- Vacante (1906 - 1929)
- Diaconia soppressa nel 1929 da Pio XI